# Raucher (Hydrothermie)

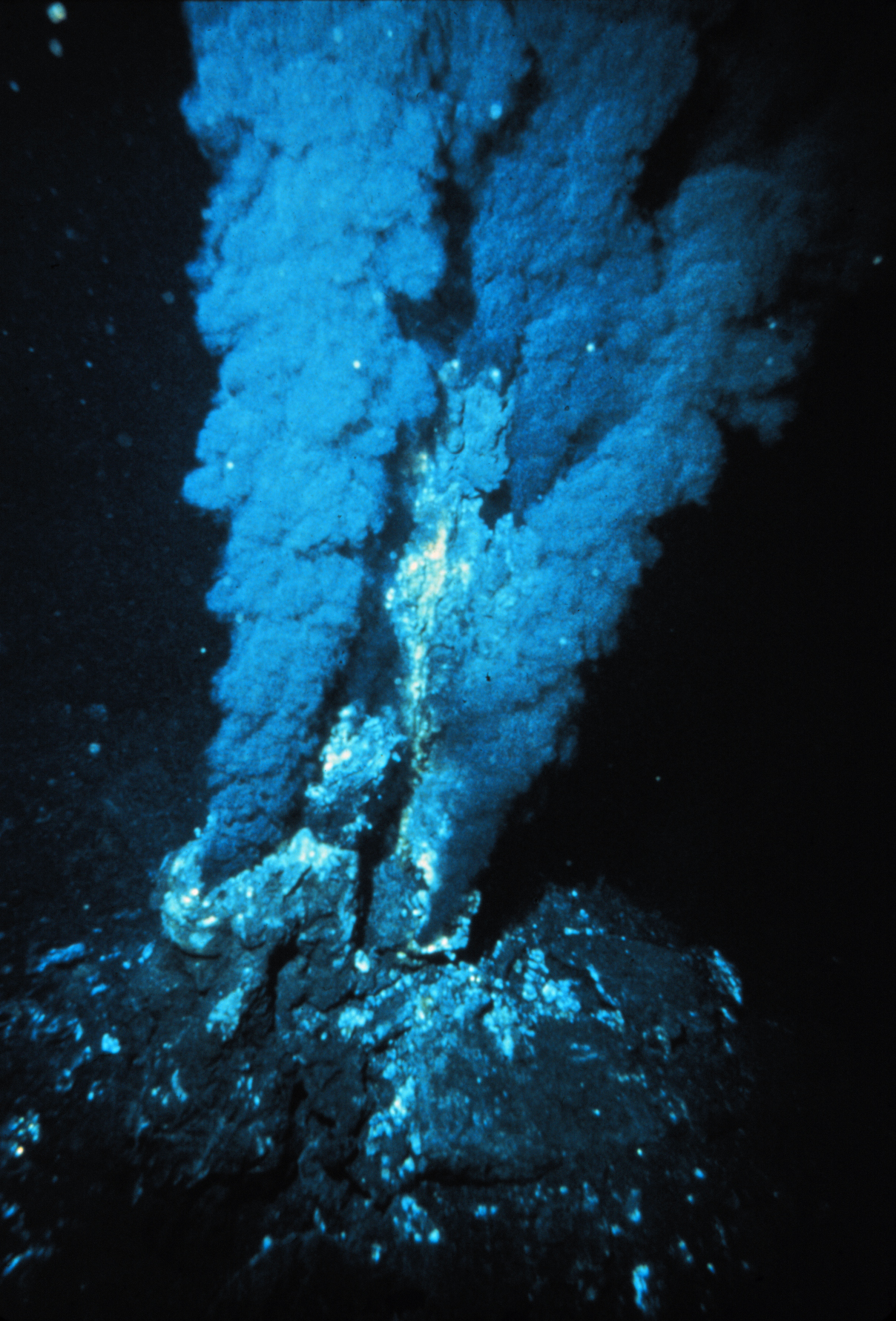
Schwarzer Raucher im Atlantischen Ozean

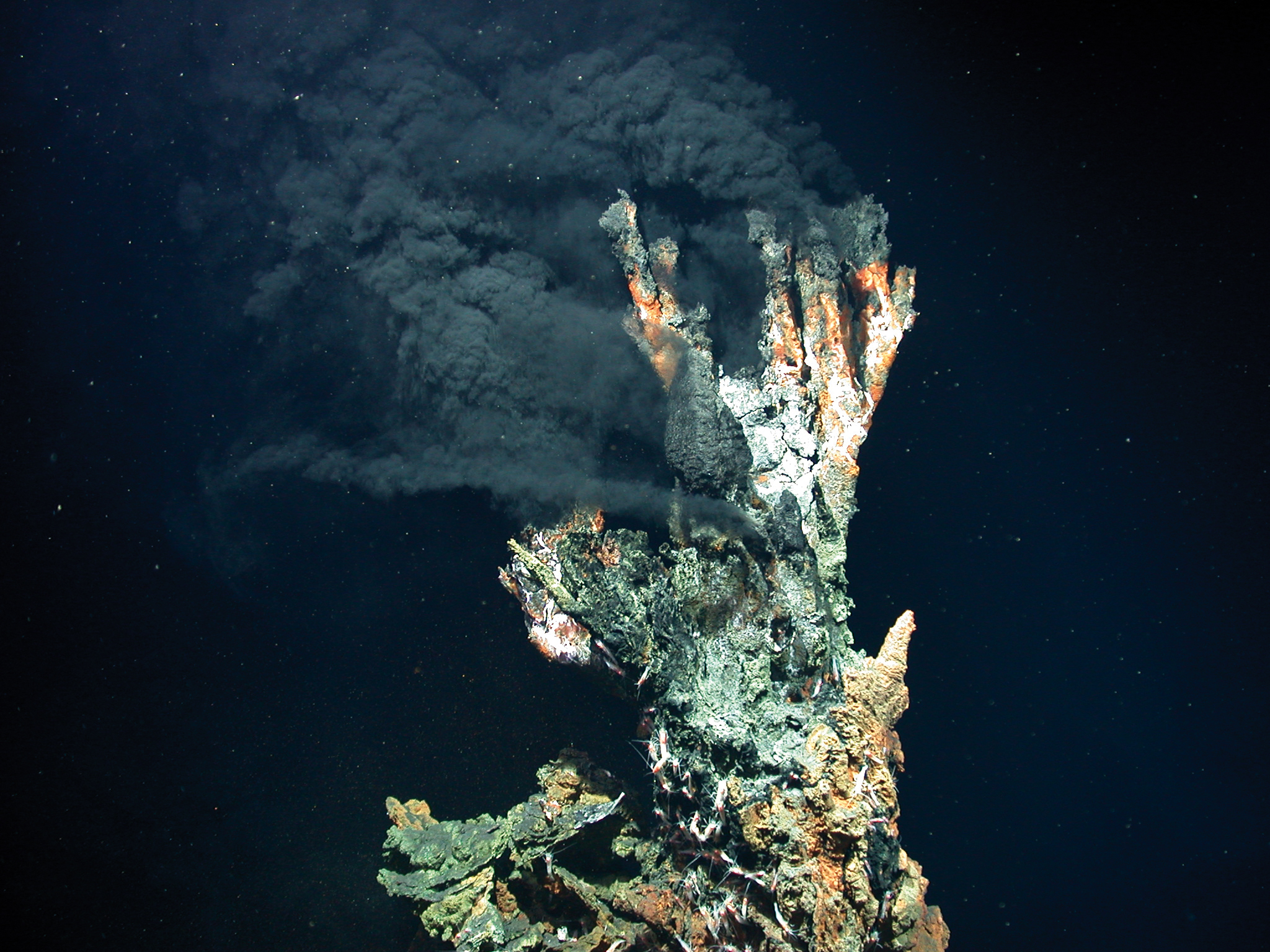
Der Schwarze Raucher „Kandelabra“ in 3300 Meter Wassertiefe im Logatchev-Hydrothermalfeld am Mittelatlantischen Rücken

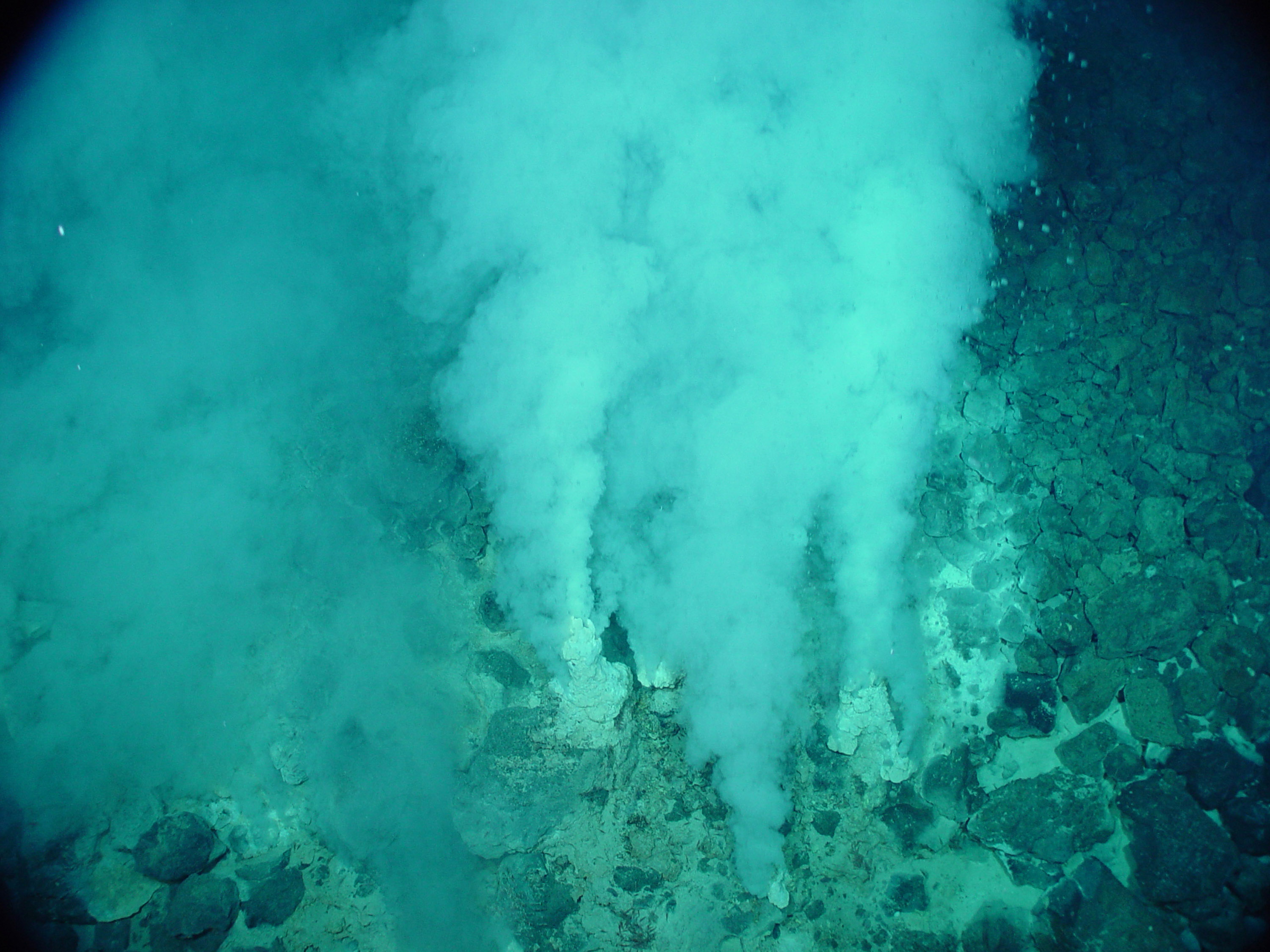
Weißer Raucher des untermeerischen Vulkans Eifuku (Japan)

Schwarze Raucher und Weiße Raucher (englisch Black Smoker, White Smoker) sind zwei unterschiedliche Arten hydrothermaler Quellen am Grund der Tiefsee. Das aus dem Meeresgrund austretende heiße Wasser enthält unterschiedliche Stoffe in Lösung, die sich bei der Vermischung mit dem wesentlich kühleren Umgebungswasser zu mineralischen Partikeln abscheiden. Diese feinen Partikel werden je nach Zusammensetzung als dunkle oder helle Wolken im Meerwasser sichtbar. Der visuelle Eindruck einer Rauchwolke führte zur Bezeichnung „Schornstein“ für das röhren- oder kegelförmige Gebilde, aus dem das Thermalwasser austritt.

## Eigenschaften
Im austretenden Heißwasser der Raucher sind vor allem Sulfide sowie andere Salze von Eisen, Mangan, Kupfer und Zink gelöst. Das beim Austritt bis über 300 °C heiße Wasser der Thermalquelle, reich an gelösten Stoffen, trifft mit dem 2 °C kalten Wasser des Meeresgrundes zusammen. Bei der Abkühlung werden Minerale als feine Partikel ausgefällt; sie bilden durch Mineralabscheidung den Austrittskegel oder Schornstein wie auch dessen „Rauchfahne“. Ist diese Partikelwolke reich an Eisensalzen (z. B. Pyrit), so hat sie eine charakteristische schwarzgraue Färbung, weshalb von „Schwarzer Raucher“ gesprochen wird. Ein Beispiel für Schwarze Raucher ist Lokis Schloss (nördlicher Mittelatlantischer Rücken). Sind dagegen im austretenden Thermalwasser in größerer Menge Sulfate, wie Anhydrit und Gips sowie Carbonate, oder Siliziumdioxid gelöst, wird eine helle Partikelwolke gebildet, die Kegel werden dann als „Weiße Raucher“ (gelegentlich auch als „Carbonat-Raucher“) bezeichnet. Beispiele sind Lost City (Mittelatlantischer Rücken zwischen Kuba und den Kanaren) und im Pescadero-Becken (Golf von Kalifornien).

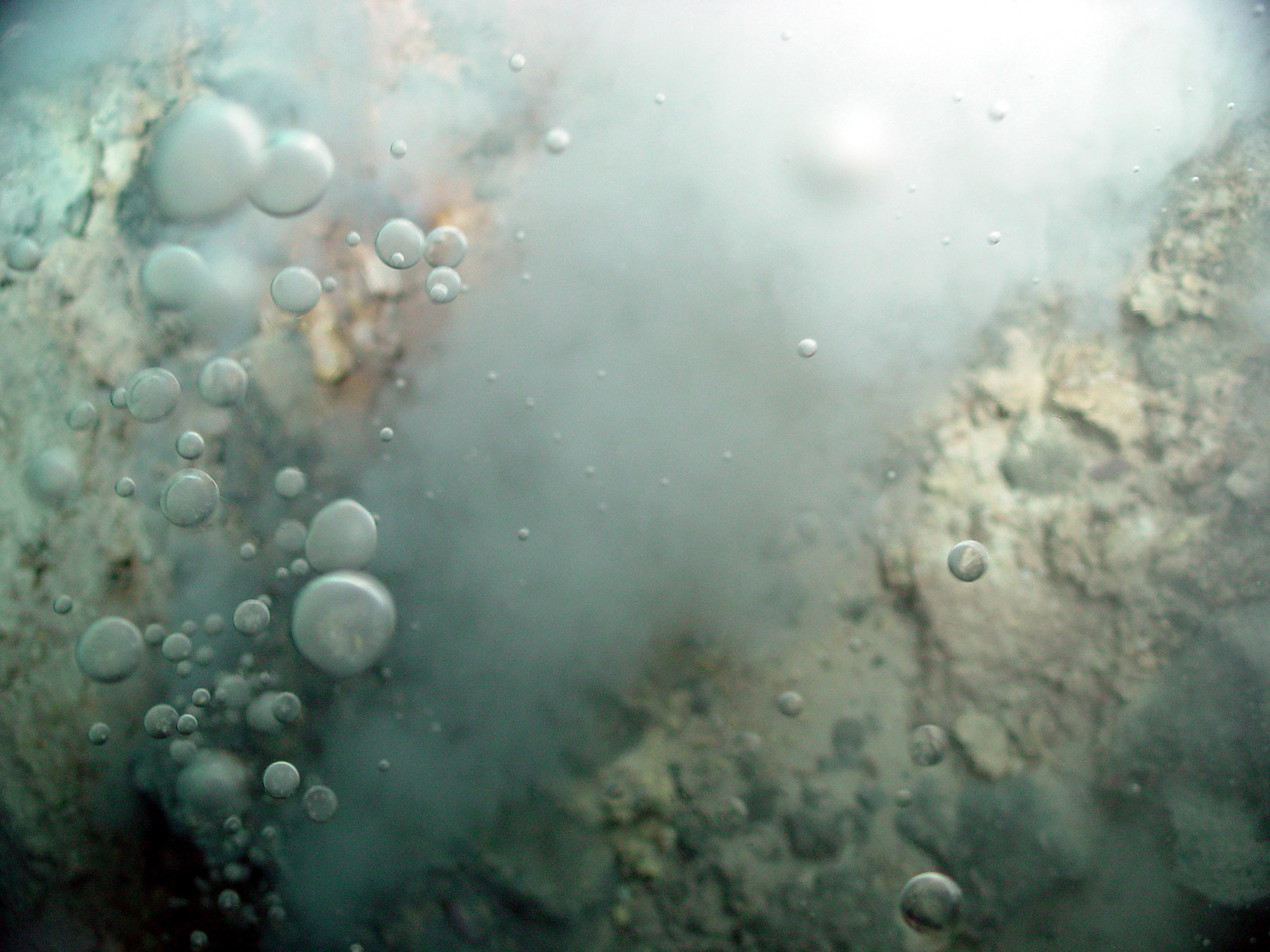
Blasen aus einer Röhre des untermeerischen Vulkans Eifuku (Japan), eines Weißen Rauchers

Die höchsten Wassertemperaturen, die bisher an Schwarzen Rauchern gemessen wurden, erreichten die beiden Schlote Two Boats und Sister Peaks auf dem Mittelatlantischen Rücken in 3000 Metern Tiefe: Sie stoßen bei einem Wasserdruck von 298 Bar schwadenweise bis zu 464 °C heißes Wasser aus.
Die Schlote von Schwarzen Rauchern erreichen Höhen von im Mittel etwa 20 bis 25 Metern. Hydrothermalquellen anderer chemischer Zusammensetzung, wie jene des atlantischen Hydrothermalfeldes Lost City, können Schlote von bis zu 60 Metern Höhe ausbilden (Stand 2001).
Weiße Raucher (alkalische hydrothermale Quellen) sind dagegen nicht direkt durch Vulkanismus angetrieben. Über Spalten dringt Meereswasser in darunterliegendes Olivin-Gestein ein und verändert dieses durch eine chemische Reaktion zu graugrünem Serpentin. Die Temperaturen des austretenden Wassers liegen im Vergleich zu Schwarzen Rauchern deutlich niedriger, bei 40 bis 90 °C. Der pH-Wert ist basisch.
In einem hydrothermalen Feld können sowohl Schwarze als auch Weiße Raucher vorkommen. Schwarze Raucher stellen im Allgemeinen der Haupt-Aufwärtsströmung nahe Schlote dar. Weiße Raucher findet man meist in den Randzonen solcher hydrothermalen Felder, in gewisser Distanz zu den magmatischen Wärmequellen. Ihr Hydrothermalwasser wird von Meereswasser anstelle von magmatischem Wasser dominiert. Das mineralische Wasser aus dieser Art von Schloten ist reich an Kalzium und bildet überwiegend sulfatreiche Ablagerungen (Baryt und Anhydrit) sowie Karbonatablagerungen.
Ein von Jill M. McDermott 2022 entdeckter Schwarzer Raucher könnte Prototyp einer besonderen Klasse dieser Schlote werden. Das YBW-Sentry getaufte Feld liegt ungewöhnlicherweise abseits des mittelozeanischen Rückens im Gebiet des Ostpazifischen  Rückens. Das von ihnen ausgestoßene Material stammt aus großer Tiefe und ist daher besonders heiß. Das Team vermutet, dass es eine ganze Reihe solcher abseits gelegenen Schlote geben könnte, die aufgrund ihrer Lage bisher übersehen wurden.

## Raucher als Biotope

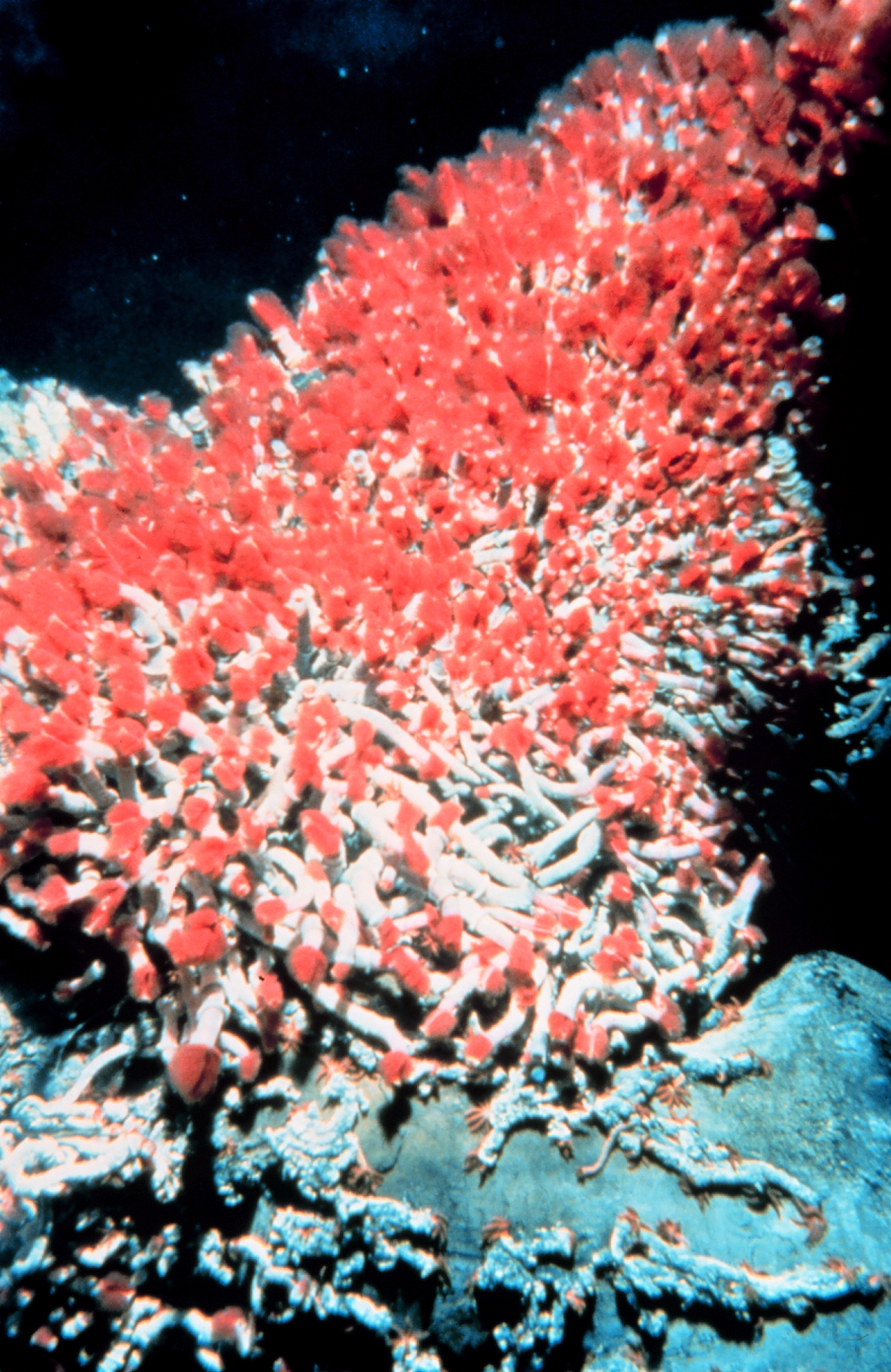
Kolonie von „Röhrenwürmern“ an der Basis eines Schwarzen Rauchers

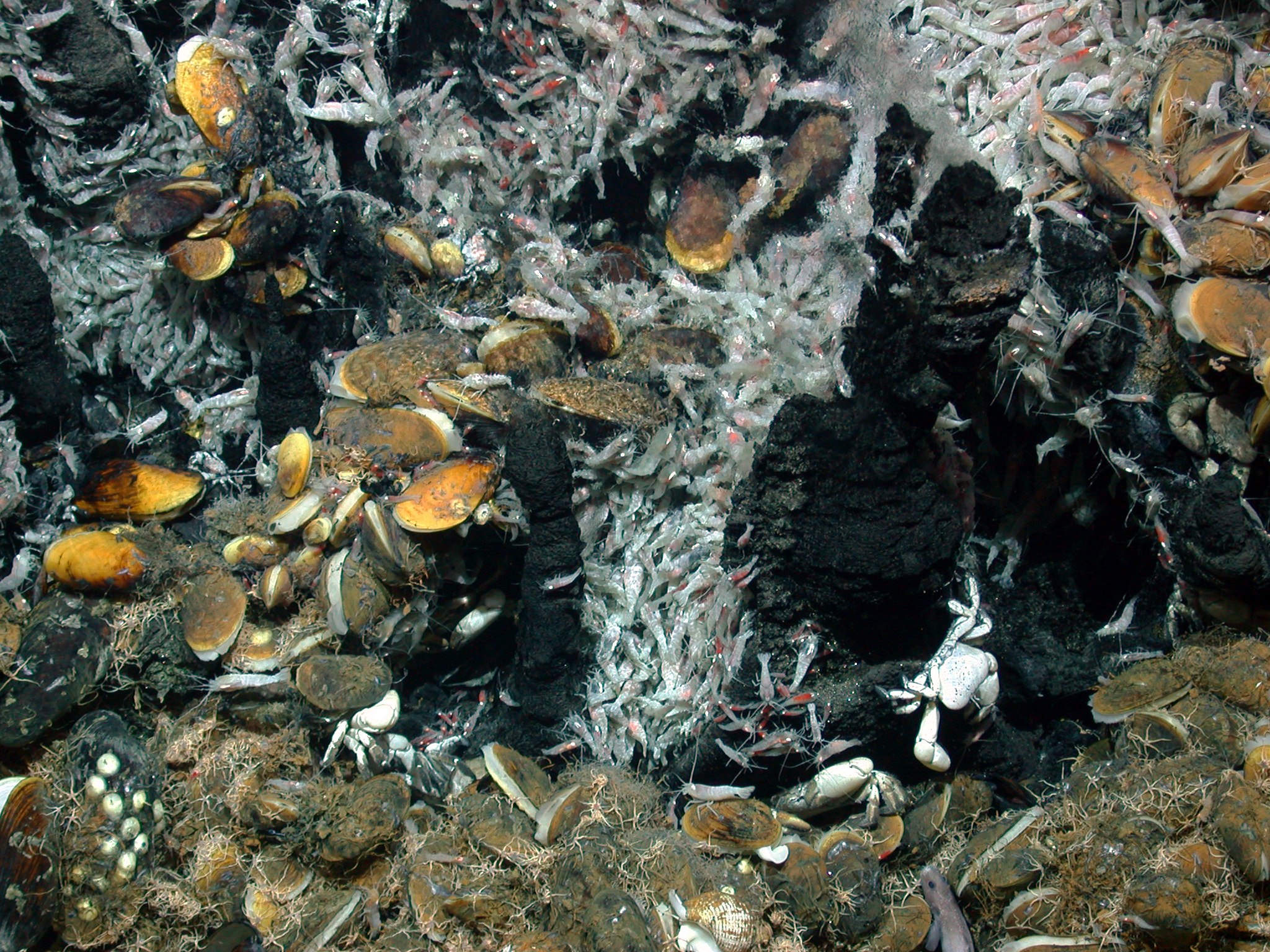
Lebensgemeinschaft an Hydrothermalaustritten am Mittelatlantischen Rücken in 3030 Meter Wassertiefe

Hydrothermale Tiefseequellen und ihre Umgebung bilden ein eigenes Biotop mit vielen, meist nur in dieser Umgebung lebenden Arten. Basis der Nahrungskette in diesem Biotop bilden chemolithotroph aktive Bakterien und Archaeen, die in der heißen Umgebung die Oxidation von Schwefelwasserstoff als Energiequelle nutzen, um organische Verbindungen aus anorganischen Stoffen, unter anderem Kohlenstoffdioxid als Kohlenstoffquelle, aufzubauen. An einem etwa 2500 Meter tiefen schwarzen Raucher am ostpazifischen Rücken wurde ein Grünes Schwefelbakterium entdeckt, das eine anoxygene Photosynthese mit Schwefelwasserstoff oder Schwefel als Reduktionsmittel betreibt. In dieser Tiefe gelangt kein Sonnenlicht zu den Bakterien. Seine äußerst lichtempfindlichen Chlorosomen vermögen aber die Wärmestrahlung (nahes Infrarot) der austretenden heißen hydrothermalen Lösung des Rauchers aufzufangen und als Energiequelle für die Photosynthese nutzbar zu machen.
Weiter wird das Biotop unter anderem von Spinnenkrabben ohne Augen, Hoff-Krabben, Yeti-Krabben, Bartwürmern, Venus- und Miesmuscheln und Seesternen bewohnt. Die hier lebenden Bartwürmer besitzen kein Verdauungssystem, sondern erhalten ihre Nährstoffe von Bakterien, mit denen sie in Symbiose leben. Diese Bakterien leben in gut durchbluteten Organen der Bartwürmer, den sogenannten Trophosomen, wodurch die Bartwürmer direkten Zugang zu den von den Bakterien gebildeten organischen Stoffen haben.
Felder hydrothermaler Tiefseequellen sind nur ungefähr 20 Jahre aktiv. Dann verstopfen die ausgefällten Mineralien die Röhren und Spalten und die Quellen versiegen. Damit stirbt auch die Fauna in der nun für sie lebensfeindlich gewordenen Umgebung. Wie die Lebewesen an neue Felder hydrothermaler Quellen kommen, ist bisher nicht erforscht. Es gibt derzeit zwei verschiedene Hypothesen:
1. Die Tiere geben ihre Eier in das Umgebungswasser ab, durch das sie dann über weite Strecken durch Meeresströmungen weiter getrieben werden. Sobald ein Ei eine hydrothermale Quelle mit optimalen Lebensbedingungen erreicht, wächst daraus eine Larve.
2. Die erwachsenen Tiere sind in der Lage, von Quelle zu Quelle zu „springen“. Wal-Kadaver könnten als „Trittsteinbiotope“ von einem Schwarzen Raucher zum nächsten fungieren. Wie dieser Vorgang genau vonstattengeht, darüber sind sich die Forscher nicht einig. Es wurden auch noch keine beweglichen Stadien gefunden.

Nicht nur aus ökologischen Gründen, sondern auch wegen der in ihrer Nähe abgelagerten Erzvorkommen sind schwarze Raucher für den Menschen interessant. Befürchtet wird, dass durch den geplanten Abbau von Gold und seltenen Buntmetallen die Ökosysteme beeinträchtigt oder sogar zerstört werden könnten. Die autonome Regierung der Azoren hat 2002 beschlossen, zwei besonders bedeutende Gebiete – die Hydrothermalfelder Lucky Strike und Menez Gwen – als Meeresschutzgebiete unter Schutz zu stellen.

## Hypothesen zur Evolution des Lebens
Die extremen Umweltbedingungen, wie sie in den hydrothermalen Feldern der Tiefsee in der Nähe der Schwarzen Raucher herrschen, lassen an die Verhältnisse in der frühen Erdgeschichte denken, in denen Evolutionsbiologen den Ursprung des irdischen Lebens sehen. Vulkanismus mit hohen Temperaturen und hohem Druck, Mangel an Licht und eine hohe Konzentration anorganischer Stoffe, haben einige Forscher (u. a. Günter Wächtershäuser) bewogen, der Umgebung von Schwarzen Rauchern eine besondere Bedeutung in der Entwicklung des Lebens zuzuweisen.
Besonders die chemoautotroph aktiven Bakterien und Archaeen hydrothermaler Quellen, deren Genom eingehend untersucht wurde und bei vielen Arten vollständig entschlüsselt werden konnte, trugen dazu bei. Sie werden wegen ihres anaeroben Stoffwechsels und der Energiegewinnung ohne die Möglichkeit der Nutzung von Sonnenlicht sowie ihrem Habitat, das auf der frühen Erde sehr häufig war, von einigen Forschern als repräsentativ für die frühesten Formen des Lebens angesehen.
Andere in der Umgebung von hydrothermalen Quellen lebende Organismen, wie die in langen Röhren sitzenden Bartwürmer und Pompejiwürmer mit reduzierten Verdauungsorganen oder Muscheln der Art Calyptogena magnifica, die in Symbiose mit chemoautotrophen Schwefelbakterien leben, sind hochspezialisiert und angepasst und eher als Produkte einer lange dauernden Evolution denn als Ursprung zu bezeichnen. Insgesamt haben die Schwarzen Raucher mit ihrem außergewöhnlichen Ökosystem und neuen Arten seit ihrer Entdeckung bereits viele intensive Diskussionen und weitergehende Forschungen unter Wissenschaftlern auf allen Gebieten der Meereskunde und Geologie, aber auch der Genetik, Paläontologie, Mikrobiologie, Biochemie und Medizin ausgelöst.
In neuerer Zeit treten anstelle der Schwarzen Raucher vermehrt Kalkschlote (alkalische hydrothermale Schlote oder Kamine, auch Weiße Raucher) wie Lost City am Mittelatlantischen Rücken ins Blickfeld, da dort die Bedingungen für die Entstehung des Lebens möglicherweise noch weitaus günstiger gewesen sein könnten.
Wie im Januar 2024 von Purvis et al. veröffentlicht, können unter den Bedingungen alkalischer Hydrothermalquellen langkettige Fettsäuren, die Bausteine der Zellmembranen, entstehen.
Bei einem anderen Schwarzen Raucher des mittelatlantischen Rückens, Lokis Schloss (englisch Loki's Castle), wurden 2015 per Metagenomanalyse mit den Lokiarchaeota eine neue Gruppe von Archaeen gefunden, die den Eukaryoten – den Lebewesen mit komplexem Zellaufbau, näher als alle anderen zuvor bekannten Archaeen stehen. Zwar hat man inzwischen weitere mit den Lokiarchaeota verwandte Gruppen auch in anderen Biotopen gefunden, doch schließt dies nicht aus, dass weitere entscheidende Schritte der Evolution – wie die Entstehung der Eukaryoten – mit Hydrothermalquellen in Verbindung stehen.
Einige Biologen erwarten, ähnliches Leben auf Eismonden der Gasplaneten wie z. B. dem Jupitermond Europa oder dem Saturnmond Enceladus zu finden, da dort unter den jeweiligen Eiskrusten Wasserozeane mit hydrothermalen Quellen vermutet werden.

## Weiße Raucher (Kaltwasserquellen)
Wie 2024 bekannt wurde, gibt es am Grund des Toten Meeres an Kaltwasserquellen bis zu mehreren Metern hohe Schlote aus Halit, die ebenfalls „weiße Raucher“ genannt werden. Sie werden gespeist durch den Austritt einer Sole, deren Salz aus jahrtausendalten Schichten des Untergrunds stammt, die am Boden des vor ca. 10.000 Jahren ausgetrockneten Lisan-Sees entstanden.